# Upsilon Aquilae
Upsilon Aquilae (49 Aquilae) é uma estrela na direção da constelação de Aquila. Possui uma ascensão reta de 19h 45m 39.92s e uma declinação de +07° 36′ 47.4″. Sua magnitude aparente é igual a 5.89. Considerando sua distância de 176 anos-luz em relação à Terra, sua magnitude absoluta é igual a 2.22. Pertence à classe espectral A3IV.